# FABP3
FABP3 (англ. Fatty acid binding protein 3) – білок, який кодується однойменним геном, розташованим у людей на короткому плечі 1-ї хромосоми.  Довжина поліпептидного ланцюга білка становить 133 амінокислот, а молекулярна маса — 14 858.
| 10         |  | 20         |  | 30         |  | 40         |  | 50         |
| ---------- |  | ---------- |  | ---------- |  | ---------- |  | ---------- |
| MVDAFLGTWK |  | LVDSKNFDDY |  | MKSLGVGFAT |  | RQVASMTKPT |  | TIIEKNGDIL |
| TLKTHSTFKN |  | TEISFKLGVE |  | FDETTADDRK |  | VKSIVTLDGG |  | KLVHLQKWDG |
| QETTLVRELI |  | DGKLILTLTH |  | GTAVCTRTYE |  | KEA        |  |            |

A: Аланін

C: Цистеїн

D: Аспарагінова кислота

E: Глутамінова кислота

F: Фенілаланін

G: Гліцин

H: Гістидин

I: Ізолейцин

K: Лізин

L: Лейцин

M: Метіонін

N: Аспарагін

P: Пролін

Q: Глутамін

R: Аргінін

S: Серин

T: Треонін

V: Валін

W: Триптофан

Кодований геном білок за функцією належить до фосфопротеїнів. 
Задіяний у таких біологічних процесах як транспорт, поліморфізм, ацетиляція. 
Білок має сайт для зв'язування з ліпідами. 
Локалізований у цитоплазмі.